# Kohle an Bord
Kohle an Bord (französischer Originaltitel: Coke en stock) ist das 18. Tim-und-Struppi-Album des belgischen Zeichners Hergé. Es erschien erstmals 1958. Die Hauptthemen des Bandes sind Sklaverei und Waffenschmuggel.

## Handlung
Nach einem Kinobesuch stoßen Tim und Kapitän Haddock an einer Straßenecke mit dem General Alcazar zusammen. Dieser wirkt ziemlich verwirrt und weicht einer Unterhaltung aus. Beim Weitergehen verliert er seine Brieftasche, die ihm Tim zurückbringen will. Er muss allerdings feststellen, dass Alcazar im Hotel, das er selbst nannte, nicht bekannt ist. Zurück im Schloss Mühlenhof entdecken die beiden, sehr zum Leidwesen des Kapitäns, dass Abdallah, der Sohn von Emir Ben Kalisch Ezab mit seinem Hofstaat in Mühlenhof abgestiegen ist. Später erfahren Tim und der Kapitän von den Schulzes, dass Alcazar offenbar auf dem Schwarzmarkt alte Militärflugzeuge kaufen möchte, um sich in San Theodoros wieder an die Macht zu putschen.
Als sie ihn im richtigen Hotel antreffen, verhandelt er gerade mit Dawson über den Kauf der Flugzeuge. Dieser ist Tim bereits aus früheren Abenteuern als zwielichtige Figur bekannt. Als Tim Dawson folgt, erfährt er über einen weiteren mysteriösen Handel von de Havilland DH.98 Mosquito Flugzeugen. Zurück in Mühlenhof entdeckt er in der Tageszeitung auch den Grund, weshalb der Emir seinen Sohn Abdallah nach Mühlenhof schickte: Er selbst wurde von seinem Erzfeind Bab El Ehr geputscht, offenbar mit Hilfe von durch Dawson gelieferten Militärflugzeugen.

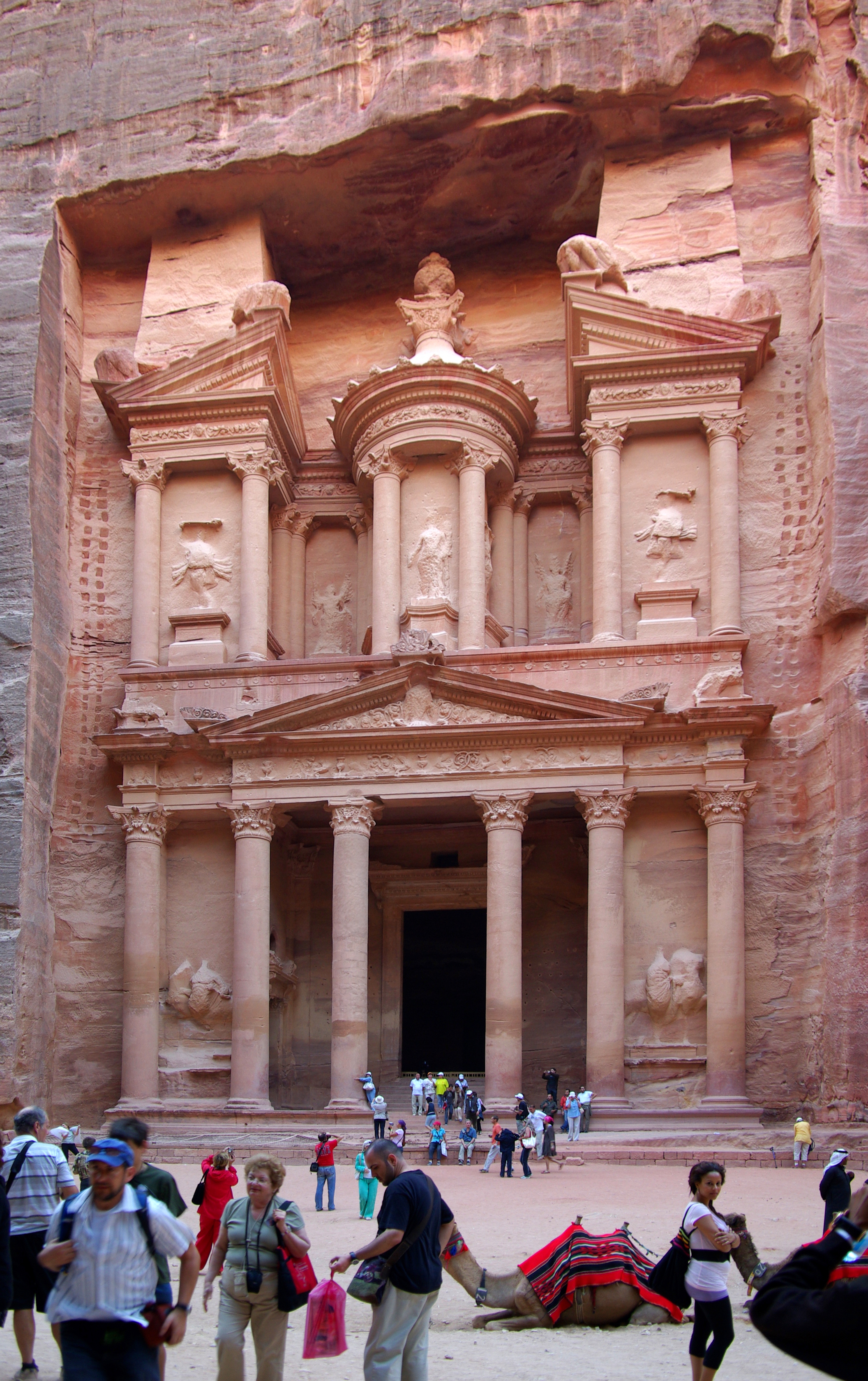
Das Schatzhaus in Petra, Vorbild für das Versteck des Emirs

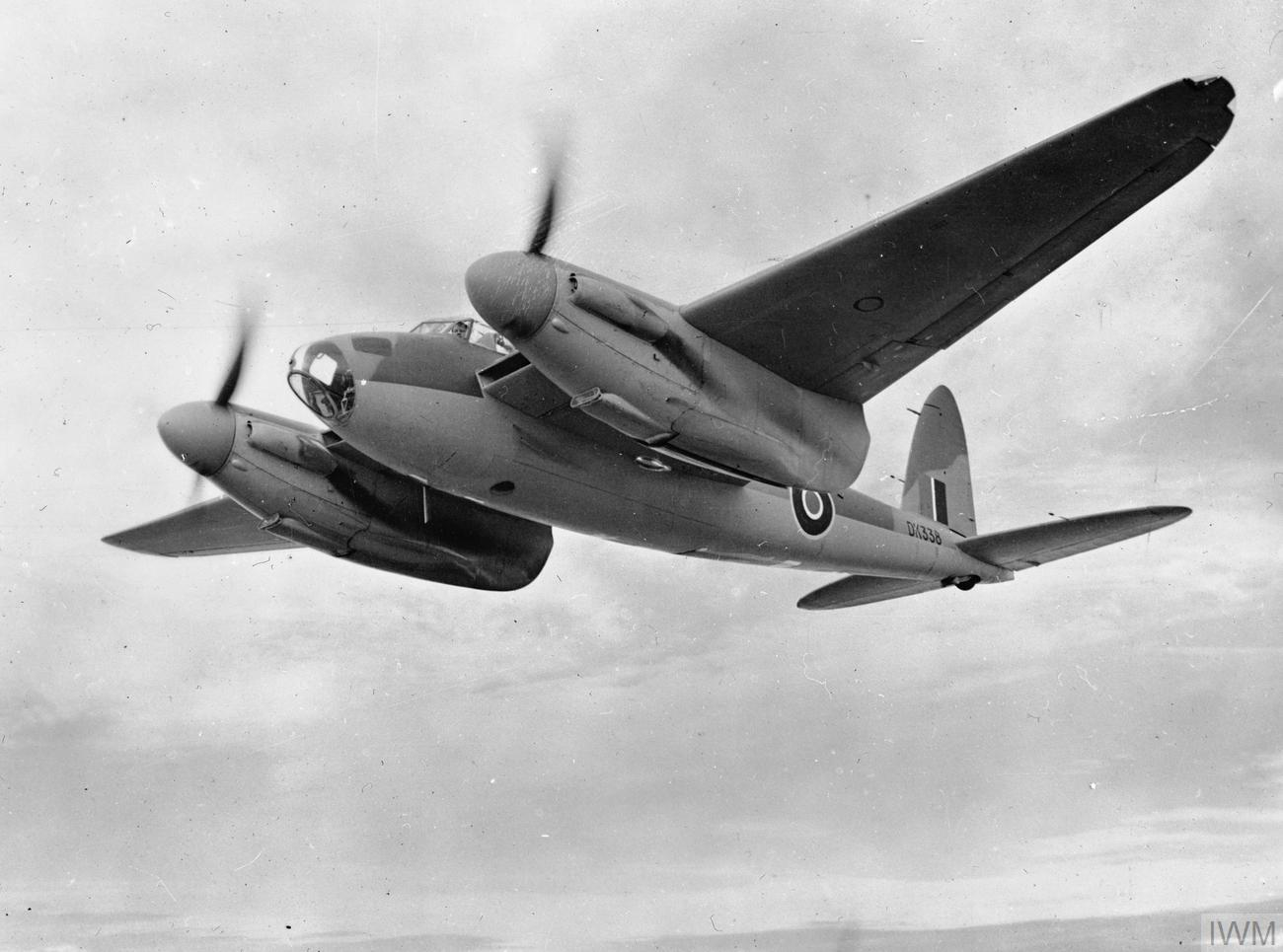
De Havilland DH.98 Mosquito

Daraufhin reisen Tim und der Kapitän nach Watisdah, der Hauptstadt von Khemed. Allerdings wurde ihre Ankunft durch Dawson bereits angekündigt. Ihnen wird ohne Begründung die Einreise verweigert und sie werden zurück ins Flugzeug nach Beirut geschickt, wobei ein Unbekannter eine Zeitbombe ins Flugzeug schmuggelt. Bevor die Bombe explodiert, muss die DC-3 allerdings „glücklicherweise“ wegen eines Triebwerkbrandes notlanden. Sie machen sich daraufhin zu Fuß auf den Rückweg nach Watisdah, benutzen einen versteckten Eingang in die Stadt und finden bei Senhor Oliveira de Figueira Unterschlupf. Er erzählt ihnen, dass sich der Emir vor sechs Monaten mit der Fluggesellschaft Arabair, die Watisdah bedient, überworfen hatte, weiß allerdings auch nicht genau, weshalb. Praktisch gleichzeitig marschierte Bab El Ehr mit einer plötzlich auftauchenden Luftwaffe nach Watisdah und übernahm die Macht. Oliveira weiß auch, wo sich der Emir versteckt. Tim und der Kapitän machen sich auf den Weg zu ihm.
Inzwischen hat Muell Pasha, ein militärischer Anführer Bab El Ehrs Streitmacht und bereits unter dem Namen Dr. J. W. Müller aus anderen Tim und Struppi Geschichten bekannt, erfahren, dass sich die beiden in der Wüste befinden. Er schickt seine Panzerspähwagen und Mosquitoes los, um sie zu töten, aufgrund eines Missverständnisses schalten die Flugzeuge jedoch die eigenen Wagen aus und verpassen die Helden. Beim Emir erfahren sie den Grund des Zerwürfnisses mit Arabair: Der Emir ist äußerst erbost darüber, dass sich die Fluggesellschaft weigerte, einen Wunsch seines verhätschelten Sohnes zu erfüllen, nämlich dass die Flugzeuge jeweils vor der Landung in Watisdah einige Loopings fliegen sollten. Dass so etwas gefährlich wäre und Verkehrsflugzeuge außerdem gar nicht dafür ausgelegt sind, ist ihm offenbar völlig unbewusst. Außerdem beschuldigt der Emir die Fluggesellschaft, die auch Mekka bedient, in den Handel mit Sklaven involviert zu sein. Chef der Fluggesellschaft ist ein gewisser Di Gorgonzola, der offenbar in allen schmutzigen Geschäften seine Finger drin hat.
Tim und der Kapitän machen sich an Bord einer Dau auf nach Mekka. Unterwegs werden sie aber von zwei Mosquito Kampfflugzeugen angegriffen. Tim kann eine Maschine abschießen, das Segelschiff fängt dennoch Feuer und sie müssen auf ein selbstgebasteltes Floß fliehen. Sie nehmen schließlich auch den Piloten des abgeschossenen Flugzeugs, der sich als Litauer mit Namen Pjotr Klap vorstellt, auf und treiben daraufhin hilflos im Roten Meer umher. Muell Pasha meldet Di Gorgonzola per Funk das erfolgreiche Versenken von Tim und Kapitän Haddocks Schiff.
Entdeckt werden sie ausgerechnet von Di Gorgonzola, der auf seiner Luxusyacht einen Kostümball gibt. Er übergibt sie der Mannschaft der Ramona, die angeblich auf dem Weg nach Mekka ist. Es handelt sich dabei jedoch auch um eines von Di Gorgonzolas Schiffen, das die beiden nach Watisdah, direkt in die Arme von Bab El Ehr bringen sollte. Kapitän an Bord ist Allan, der in Die Krabbe mit den goldenen Scheren erster Offizier auf Haddocks Schiff war und gemeutert hatte. Er schließt Tim und den Kapitän in ihrer Kabine ein. In der Nacht bricht an Bord Feuer aus, was die Mannschaft zur sofortigen Flucht von Bord veranlasst, da sich an Bord Waffen und Munition befinden.
Tim und der Kapitän können aus ihrer Kajüte ausbrechen und das Feuer löschen. Dabei entdecken sie Afrikaner unter einer Ladeluke. Diese sind auf dem Weg nach Mekka zur Haddsch. Der Kapitän übernimmt das Kommando des Schiffes und will nach Mekka fahren. Unterwegs kommt ein Araber an Bord, der die Kohle an Bord sehen möchte. Die Ramona hat aber keine Kohle geladen. Als nun der Araber damit beginnt, einen der Schwarzen zu untersuchen, wird klar, dass dieser ein Sklavenhändler ist und „Kohle“ lediglich ein Codewort dafür ist. Der Kapitän jagt den Araber mit den übelsten Beschimpfungen von Bord.

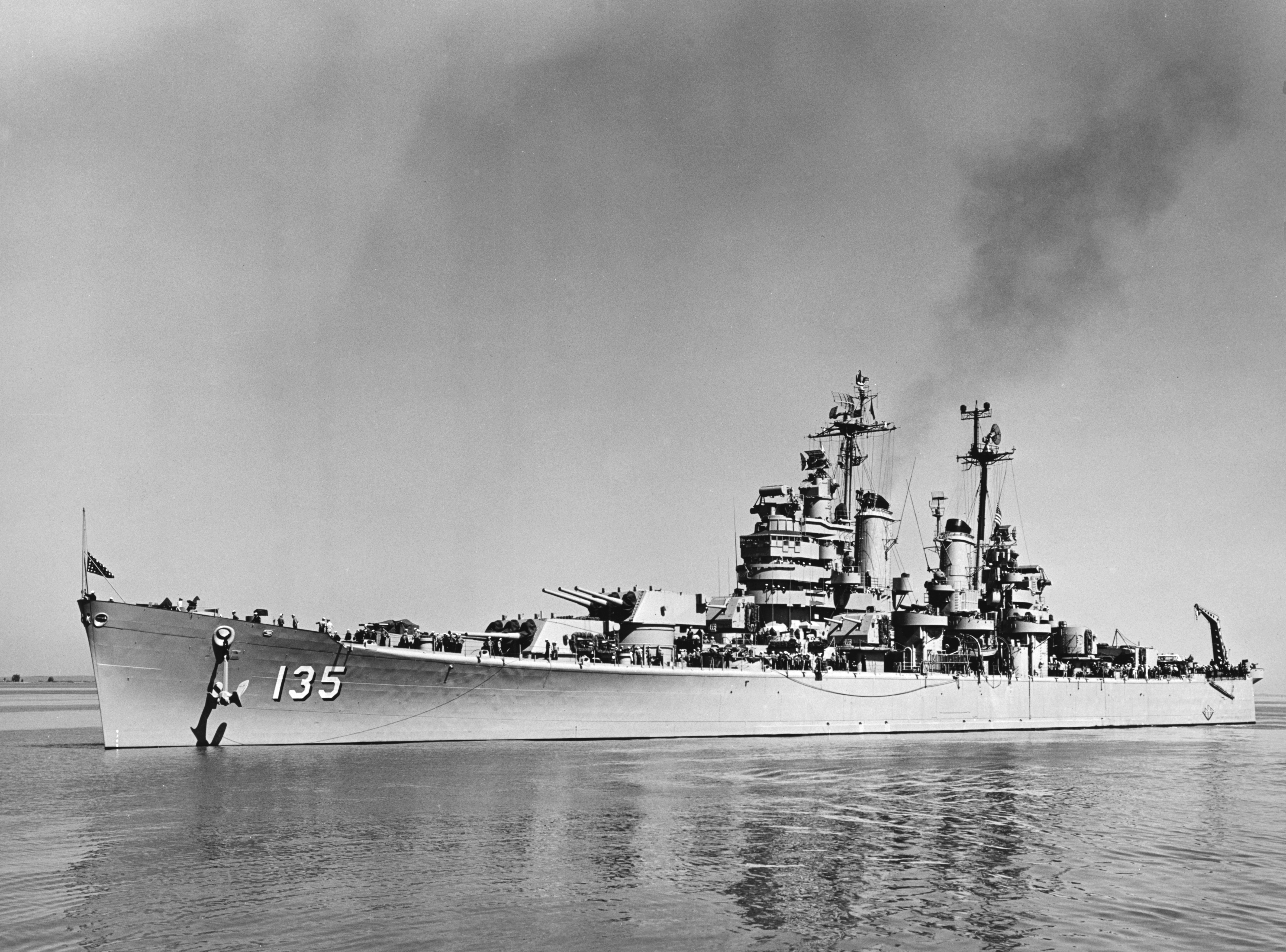
Die Los Angeles

Di Gorgonzola erfährt davon, sendet ein Kleinflugzeug aus, um die Position der Ramona auszumachen, und schickt schließlich ein U-Boot, welches die Ramona versenken soll. Tim entdeckt per Zufall jedoch das Periskop, bevor das U-Boot seine Torpedos abschicken kann, so dass die Ramona ihnen mehrfach knapp ausweichen kann. Währenddessen gelingt es Tim, einen Funkspruch an die Los Angeles abzusetzen, die daraufhin zu Hilfe eilt und gerade noch mit Wasserbomben aus Flugzeugen das U-Boot zum Auftauchen zwingen kann. Di Gorgonzolas Yacht wird aufgespürt, ihm selbst, der eigentlich Tims Erzfeind Rastapopoulos ist, gelingt jedoch die Flucht.
Zurück in Mühlenhof scheint sich alles wieder zum Guten gewendet zu haben: Die Sklaven sind befreit, Allan verhaftet, Ben Kalisch Ezab wieder an der Macht und Abdallah ist auch nach Hause zurückgekehrt. General Alcazar hat sich ebenfalls erfolgreich zurück an die Macht geputscht. Nur Fridolin Kiesewetter stört: Er hat sich und seinen ganzen Klub von Rennfahrern nach Mühlenhof eingeladen.

## Personen
An diesem Band fällt besonders auf, dass neben den Hauptpersonen sehr viele Personen aus früheren Alben einen kürzeren oder längeren Auftritt haben. Darunter:
- Roberto Rastapopoulos (Die Zigarren des Pharaos, Der Blaue Lotos)
- Oliveira die Figueira (Die Zigarren des Pharao, Im Reiche des Schwarzen Goldes)
- Dr. J.W. Müller (Die Schwarze Insel, Im Reiche des Schwarzen Goldes)
- General Alcazar (Der Arumbaya-Fetisch, Die sieben Kristallkugeln)
- Dawson (Der blaue Lotos)
- Bianca Castafiore (König Ottokars Zepter, Die sieben Kristallkugeln, Der Fall Bienlein)
- Allan Thompson (Die Zigarren des Pharao, Die Krabbe mit den goldenen Scheren)
- Ben Kalisch Ezab und sein Sohn Abdallah (Im Reiche des Schwarzen Goldes)
- Fridolin Kiesewetter (Der Fall Bienlein)

Außerdem wird mit dem litauischen Piloten Pjotr Klap eine weitere Person eingeführt, die im späteren Album Flug 714 nach Sydney wiederkehren wird.

## Hintergrund
Die Geschichte ist eine Fortsetzung von Im Reiche des Schwarzen Goldes, auch wenn einige Bände und mehrere Jahre zwischen diesen Veröffentlichungen lagen. Das Motiv, der illegale Sklavenhandel, hatte Hergé diversen Zeitungsberichten jener Zeit entnommen. Darin waren arabische Kunden mit Sklaven versorgt worden. Indem Hergé den Sklavenhandel deutlich anprangerte, hoffte er, sich endgültig vom Vorwurf des Rassismus zu befreien, der ihm seit Tim im Kongo anlastete. Dies gelang ihm jedoch nur ungenügend, weil er in der ersten Ausgabe die Afrikaner in einem als petit-nègre bekannten Xenolekt sprechen ließ. Dies wurde in der späteren Albumfassung überarbeitet.
Selbstverständlich legten Hergé und seine Mitarbeiter auch in diesem Band wieder großen Wert auf Authentizität. Hergé ließ sich extra für die Geschichte auf eine Seereise einschiffen, um die Fahrt der Ramona wirklichkeitsnah wiederzugeben. Währenddessen arbeiteten seine Mitarbeiter, allen voran Roger Leloup, intensiv daran, die diversen Fahrzeuge in diesem Band zu Papier zu bringen. Eine Zeitungsfotografie des britischen Marineoffiziers und MI6-Tauchers Lionel Crabb, der bei einem Spionageeinsatz gegen ein russisches Schiff umgekommen war, inspirierte Hergé zu der Szene, in der ein Taucher versucht, eine Haftmine an der Ramona anzubringen.
Sowohl in Mühlenhof als auch auf Rastapopoulos’ Yacht Scheherazade finden sich einige wertvolle Gemälde, die Hergé geschickt eingebaut hat. So etwa Werke von Pablo Picasso (Seite 38) oder Joan Miró (Seite 53). Hergé besaß selbst Werke in dieser Kategorie, mit denen er sein neues Landhaus in Brabant ausstattete. Er war auch sonst, nicht zuletzt dank seiner Leidenschaft, dem Comic, ein Liebhaber der Malerei, besonders der avantgardistischen.

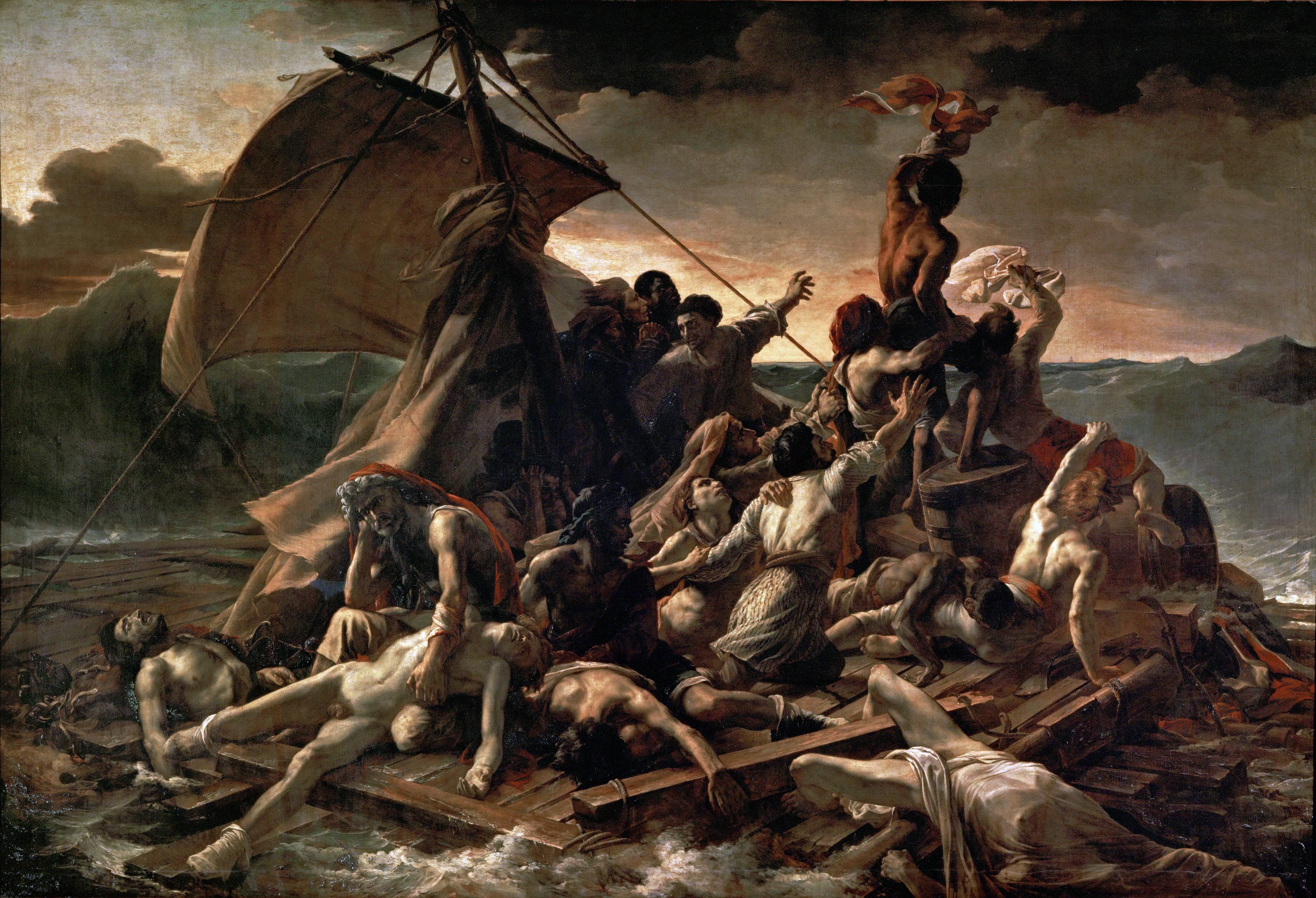
Vorlage für das Titelbild: Das Floß der Medusa von Théodore Géricault

Der geplante Titel, den Hergé dem Werk ursprünglich geben wollte, lautete Les requins de la mer rouge (die Haie im Roten Meer). Verschiedene fremdsprachige Ausgaben, darunter die englische, werden immer noch unter diesem Titel geführt.
Die Titelseite – sie zeigt Tim, Struppi, den Kapitän und Pjotr Klap auf einem Floß, durch ein Fernrohr betrachtet – ist eine direkte Anspielung auf Théodore Géricaults Bild Das Floß der Medusa. Im Band selbst wird die Anspielung sogar noch deutlicher. Der Kapitän fällt ins Wasser und taucht mit einer Medusa auf dem Kopf wieder auf, worauf Tim in der französischen Originalausgabe spottet: „Jetzt ist das endgültig das Floß der Medusa geworden“.
Als Kohle an Bord beendet worden war, war auch Hergé mit seinen Kräften am Ende. Obwohl ihn die Arbeitsteilung in seinem Studio von vielen Pflichten entlastete, konnte er sich nicht so erholen, wie gehofft worden war. Diesmal waren es aber persönliche Probleme: Seine Ehe stand vor dem Aus, und er war völlig verzweifelt. Mit dem Folgeband Tim in Tibet versuchte er, seine Krise zu bewältigen.